# Meniscomorpha nufa
Meniscomorpha nufa là một loài tò vò trong họ Ichneumonidae.